# 원스 어폰 어 타임 인 멕시코
《원스 어폰 어 타임 인 멕시코》(영어: Once Upon a Time in Mexico)는 2003년 개봉한 미국의 네오웨스턴 액션 영화이다. 로버트 로드리게스의 “멕시코 3부작” 마지막 작품이며, 《데스페라도》(1995)의 속편이다.
주인공 엘 마리아치가 중앙정보국(CIA) 요원 샌즈에게 고용되어 과거 자신의 아내를 죽인 부패한 장군 마르케스를 암살하는 임무를 수행하는 이야기이다.

## 줄거리
중앙정보국(CIA) 요원 샌즈는 엘 마리아치에게 부패한 멕시코 육군 장교 에밀리아노 마르케스를 살해해 달라고 부탁한다. 마르케스는 마약왕 바리요에게서 멕시코 대통령 암살을 지시받은 상태이며, 몇 년 전 엘 마리아치의 아내와 딸의 목숨을 앗아간 장본인이기도 하다. 샌즈는 또한 과거 바리요에게 파트너를 잃었으며 현재는 은퇴한 FBI 요원 라미레스에게 바리요를 죽이라고 설득하고, AFN 요원 아헤드레스를 배치해 바리요를 감시한다.
라미레스는 바리요 밑에서 그가 시키는 범죄를 저지르던 미국인 지명 수배자 체임버스를 만나 바리요에게 접근할 수 있게 도와주면 보호해 주겠다고 설득한다. 한편 엘 마리아치를 감시하는 임무를 받았던 샌즈의 또 다른 요원 쿠쿠이는 엘 마리아치를 바리요에게 넘겨주고 샌즈의 계획을 폭로하려 한다. 하지만 체임버스가 쿠쿠이를 살해하고, 엘 마리아치는 탈출하여 친구들과 함께 다시 임무에 나선다.
라미레스는 병원에서 얼굴 재건 수술이 잘못돼 사망한 바리요의 시체를 보게 되지만 그 시체가 대역임을 알아차린 직후 진짜 바리요와 바리요의 딸임을 밝힌 아헤드레스에게 납치된다. 샌즈는 바리요와 아헤드레스에게 붙잡혀 눈알을 파이게 되지만 치클 파는 소년의 도움으로 자신을 미행하던 암살자를 사살한다.
쿨리아칸에서 열린 망자의 날 축제의 대통령 방문 기간 중 마르케스와 그의 군대가 대통령궁을 습격한다. 샌즈는 엘 마리아치에게 대통령이 죽게 내버려 두고 마르케스를 공격하라고 지시하지만, 엘 마리아치와 친구들은 대통령을 보호하기 위해 계획을 바꿔 적극적으로 싸운다. 결국 엘 마리아치는 마르케스를 죽이고, 바리요는 체임버스를 총으로 쏴 죽인다. 엘 마리아치와 라미레스는 함께 바리요를 처치하고, 샌즈는 아헤드레스를 죽인다. 이렇게 쿠데타 시도는 저지되고, 파트너의 복수를 끝낸 라미레스는 샌즈와 작별하고, 엘 마리아치는 자신의 몫으로 챙긴 돈을 본인 고향에 기부하고 석양 속으로 사라진다.

## 출연진
- 안토니오 반데라스 - 엘 마리아치 역
- 살마 하예크 - 카롤리나 역
- 조니 뎁 - 셸던 제프리 샌즈 역
- 미키 루크 - 빌리 체임버스 역
- 에바 멘데스 - 아헤드레스 바리요 역
- 대니 트레이호 - 쿠쿠이 역
- 엔리케 이글레시아스 - 로렌소 역
- 마르코 레오나르디 - 피데오 역
- 치치 매린 - 벨리니 역
- 루벤 블라데스 - 호르헤 라미레스 역
- 윌럼 더포 - 아르만도 바리요 역
- 미겔 쿠투리에르 - 게베라 박사 역

## 우리말 녹음
SBS 성우진 (2007년 2월 24일)
- 홍시호 - 엘 마리아치(안토니오 반데라스)
- 김승준 - 샌즈(조니 뎁)
- 김준 - 바리요(윌럼 더포)
- 이진화 - 카롤리나(살마 하예크)
- 엄상현 - 빌리(미키 루크)
- 변종필 - 로렌소(엔리케 이글레시아스)
- 이장원 - 벨리니(치치 매린)
- 송준석 - 쿠쿠이(대니 트레이호)
- 최한 - 피데오(마르코 레오나르디)
- 이현주 - 아헤드레스(에바 멘데스)
- 김태훈 - 대통령(페드로 아르멘다리스 주니어)
- 황윤걸 - 고문(훌리오 오스카르 메초소)
- 김관진 - 라미레스(루벤 블라데스)

## 같이 보기
- Livin' la Vida Loca